# Stadion Střelecký ostrov
Stadion Střelecký ostrov – stadion piłkarski położony w Czechach, w miejscowości Czeskie Budziejowice leżącej nieopodal rzeki Wełtawy. Aktualna siedziba klubu Dynamo Czeskie Budziejowice. Stadion został wybudowany w 1940 roku i może pomieścić 6681 osób (wszystkie na miejscach siedzących). Przed renowacją z 2003 roku pojemność stadionu wynosiła 12 000 osób, w tym 1500 miejsc siedzących. Miasto i klub były jednak zmuszone dokonać przebudowy stadionu, aby sprostać kryteriom ustalonym przez związek piłki nożnej. 